# Tuberose
Die Tuberose (Agave polianthes), spanisch nardo, amole, tuberosa oder vara de San José ‚Josefstab‘, ist eine Pflanzenart aus der Gattung der Agaven (Agave) in der Unterfamilie der Agavengewächse (Agavoideae). Das Artepitheton polianthes leitet sich von den griechischen Worten polios für ‚grau‘, ‚weißlich‘ sowie anthos für ‚Blüte‘, aber auch von polion, einem stark duftenden Lippenblütler ab und verweist auf die weißlichen und stark duftenden Blüten der Art.

## Beschreibung
Agave polianthes wächst als basale Rosette mit sechs bis zehn Laubblättern, die einer zwiebeligen Basis entspringen. Ihre Wurzeln sind fleischig. Die weichen, linealischen, leuchtend grünen Blätter, die manchmal in der Nähe der Basis rötlich sind, haben gelegentlich auf der Unterseite braune Flecken. Sie sind 30 bis 60 Zentimeter lang und 1 bis 1,5 Zentimeter breit. 
Der ährige Blütenstand wird 60 bis 100 Zentimeter hoch. In den oberen 20 Zentimetern (oder mehr) sitzen an 20 oder mehr Knoten die paarigen Blüten. Die duftenden Blüten sind meist sitzend und 25 bis 40 Millimeter lang. Ihre Tepalen sind wachsig weiß. Die Blütenröhre ist von unterhalb der Mitte regelmäßig auswärts gebogen, über der Biegung trichterförmig und hat an der schiefen Mündung einen Durchmesser von 7 bis 8 Millimeter. Die fast gleichen, elliptisch-eiförmigen Blütenzipfel sind stumpf zugespitzt und meist 15 bis 18 Millimeter lang und 7 bis 10 Millimeter breit. Die Staubfäden und der Griffel ragen nicht heraus.

## Systematik und Verbreitung
Agave polianthes ist nur aus der Kultur bekannt. Sie stammt wahrscheinlich aus Mexiko. 
Carl von Linné nahm seine Beschreibung als Polianthes tuberosa in Species Plantarum anhand von in Indien kultivierten Pflanzen vor. Joachim Thiede und Urs Eggli stellten die Art 1999 als Agave tuberosa in die Gattung der Agaven, übersahen dabei jedoch den älteren Namen Agave tuberosa Mill., der das Basionym für die heutige Art Furcraea tuberosa bildet. 2001 schlugen Thiede und Eggli Agave polianthes als neuen Namen vor.
Die Art gehört in die Untergattung Manfreda und wird dort der Polianthes-Gruppe zugeordnet.

## Nutzung

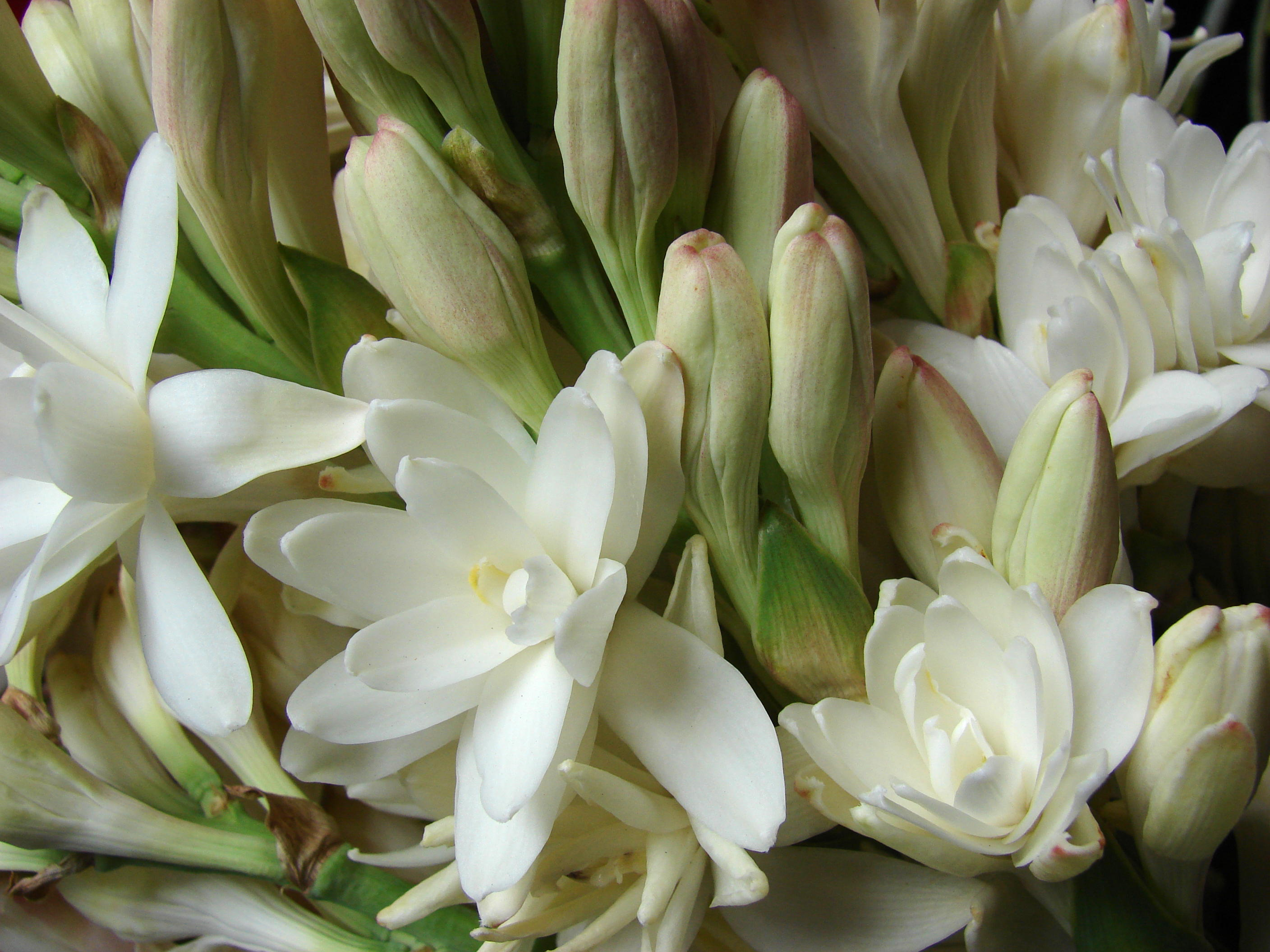
Blüten (Zuchtform)

Die Tuberose wird in großen Mengen für den Schnittblumenmarkt kultiviert, wobei vor allem gefüllte Sorten vermarktet werden. Ferner wird das Öl der noch nicht erblühten Tuberose als Duftbestandteil von Parfüm verwendet.

## Botanische Geschichte
Die Tuberose ist mindestens seit 1601 in Europa bekannt. Eine erste Abbildung der Pflanze befindet sich in Charles de l’Écluse Werk Rariorum plantarum historia.

## Nachweise